# Robert Selfelt
Robert Selfelt, né le 22 mai 1903 à Fägre et mort le 24 août 1987 à Karlsborg, est un cavalier suédois de dressage.
Il est médaillé d'argent en dressage par équipe et médaillé de bronze en dressage individuel  aux Jeux olympiques d'été de 1948 à Londres.